# Попчев, Милко
Милко Попчев (11 ноября 1964) — болгарский шахматист, гроссмейстер (1998).
В составе национальной сборной участник 2-х Олимпиад (1992 и 1998).

## Изменения рейтинга
| Графики недоступны из-за технических проблем. См. информацию на Фабрикаторе и на mediawiki.org. |